# Михлинська сільська рада
Ми́хлинська сільська́ ра́да — колишня адміністративно-територіальна одиниця та орган місцевого самоврядування в Горохівському районі Волинської області. Адміністративний центр — село Михлин.
Припинила існування 14 листопада 2017 року через об'єднання до складу Городищенської сільської територіальної громади Волинської області. Натомість утворено Михлинський старостинський округ при Городищенській сільській громаді.

## Загальні відомості
Михлинська сільська рада утворена в 1992 році.
- Територія ради: 18,1 км²
- Населення ради: 470 осіб (станом на 2001 рік). Кількість дворів — 156.
- Територією ради протікає річки Полонка і Біла.

## Населені пункти
Сільраді були підпорядковані населені пункти:
- с. Михлин
- с. Загаї
- с. Маруся

## Населення
За переписом населення України 2001 року в сільській раді мешкало 470 осіб.

### Мова
Розподіл населення за рідною мовою за даними перепису 2001 року:
| Мова       | Відсоток |
| ---------- | -------- |
| українська | 97,87 %  |
| російська  | 0,85 %   |
| угорська   | 0,43 %   |
| білоруська | 0,21 %   |
| інші       | 0,64 %   |

## Господарська діяльність
В Михлинській сільській раді працює 1 школа: неповна середня, будинок культури, бібліотека, сільський клуб, 1 дитячий садок, 2 медичні заклади, 1 відділення зв'язку, 2 АТС на 20 номерів, 5 торговельних закладів.
На території ради знаходиться археологічна пам'ятка Загаї (від 1 століття до н. е. до 13 століття н. е.).

## Склад ради
Рада складалася з 12 депутатів та голови.
- Голова ради: Білецька Мар'яна Ярославівна
- Секретар ради: Онищук Яніна Михайлівна

### Керівний склад попередніх скликань
| Прізвище, ім'я, по батькові      | Основні відомості                                                                     | Дата обрання | Дата звільнення |
| -------------------------------- | ------------------------------------------------------------------------------------- | ------------ | --------------- |
| Друкачук Володимир Олександрович | Сільський голова, 1965 року народження, член Всеукраїнського об'єднання «Батьківщина» | 26.03.2006   | 31.10.2010      |
| Бондарук Андрій Степанович       | Сільський голова, 1983 року народження, освіта вища, член Народної партії             | 31.10.2010   | 18.03.2012      |
| Білецька Мар'яна Ярославівна     | Сільський голова, 1986 року народження, освіта вища, член Партії регіонів             | 18.03.2012   | 25.10.2015      |
| Білецька Мар'яна Ярославівна     | Сільський голова, 1986 року народження, освіта вища, безпартійна                      | 25.10.2015   |                 |

Примітка: таблиця складена за даними сайту Верховної Ради України та ЦВК

### Депутати VII скликання
За результатами місцевих виборів 2015 року депутатами ради стали:

#### За суб'єктами висування
| Суб'єкт висування | Кількість обраних депутатів | %      |
| ----------------- | --------------------------- | ------ |
| Самовисування     | 12                          | 100.00 |

#### За округами
| № округу | Прізвище, ім'я, по батькові      | Ким висунуто  | Дата нар.  | Освіта              | Партійна приналежність | Відомості                                |
| -------- | -------------------------------- | ------------- | ---------- | ------------------- | ---------------------- | ---------------------------------------- |
| 1        | Іващук Євген Мар'янович          | Самовисування | 02.11.1984 | професійно-технічна | безпартійний           | ТзОВ «Мінмат Ревеньері», начальнки зміни |
| 2        | Онищук Яніна Михайлівна          | Самовисування | 30.06.1987 | вища                | безпартійна            | Сільська рада, секретар                  |
| 3        | Пасік Андрій Васильович          | Самовисування | 31.03.1989 | професійно-технічна | безпартійний           | Не працює                                |
| 4        | Ващеня Вадим Степанович          | Самовисування | 08.11.1983 | вища                | безпартійний           | Не працює                                |
| 5        | Козачук Вікторія Вікторівна      | Самовисування | 26.05.1995 | вища                | безпартійна            | Сільська рада, інструктор по кадрах      |
| 6        | Блаватний Богдан Степанович      | Самовисування | 23.06.1966 | професійно-технічна | безпартійний           | Фермерське господарство, агроном         |
| 7        | Маковська Людмила В'ячеславівна  | Самовисування | 01.01.1964 | професійно-технічна | безпартійна            | ДНЗ, вихователь                          |
| 8        | Булига Павліна Володимирівна     | Самовисування | 04.06.1964 | професійно-технічна | безпартійна            | Сільська рада, бухгалтер                 |
| 9        | Друкачук Володимир Олександрович | Самовисування | 15.05.1965 | професійно-технічна | безпартійний           | ДНЗ, різноробочий                        |
| 10       | Білецька Олеся Зіновіївна        | Самовисування | 26.02.1962 | професійно-технічна | безпартійна            | Відділення зв'язку, начальник            |
| 11       | Онищенко Раїса Миколаївна        | Самовисування | 01.04.1986 | вища                | безпартійна            | ДНЗ, завідувач                           |
| 12       | Василюк Алла В'ячеславівна       | Самовисування | 19.09.1968 | професійно-технічна | безпартійна            | Сільська рада, соціальний робітник       |